# Music for the Jilted Generation
Music For The Jilted Generation é o segundo álbum de estúdio da banda inglesa de música eletrônica The Prodigy, lançado em 1994.

## Faixas
1. "Intro
2. "Break & Enter
3. "Their Law
4. "Full Throttle
5. "Voodoo People
6. "Speedway
7. "The Heat (The Energy)
8. "Poison
9. "No Good (Start The Dance)
10. "One Love (Edit)"

The Narcotic Suite
1. 3 Kilos
2. Skylined
3. Claustrophobic Sting

## Integrantes
- Liam Howlett - teclado, produção e engenharia de som
- Alex Garland - arte da capa
- Fernando Morata - vocal
- Maxim Reality - vocal